# Chattooga County
Chattooga County is een county in de Amerikaanse staat Georgia.
De county heeft een landoppervlakte van 812 km² en telt 25.470 inwoners (volkstelling 2000). De hoofdplaats is Summerville.